# Everclear (bebida alcohólica)
Everclear es una marca de alcohol rectificado (también conocido como alcohol de grano y alcohol neutro) producido por la empresa estadounidense Luxco (antes conocida como Corporación David Sherman y desde 2021 subsidiaria de MGP Ingredients ). Se elabora a partir de cereales  y se embotella con 60%, 75,5%, 94,5% y 95% de alcohol por volumen (120, 151, 189 y 190 grados estadounidenses respectivamente). Debido a su prevalencia en el mercado y a tener uno de los contenidos de alcohol más altos de cualquier bebida, el producto se ha vuelto icónico con una "notoria reputación" en la cultura popular. La venta de la variante de 190 grados está prohibida en algunos estados de Estados Unidos, lo que llevó a Luxco a comenzar a vender la versión de 189 grados.
Se le ha llamado el "Rey del Alcohol de Grano".

## Consumo
Según el fabricante, Everclear "debe considerarse un ingrediente inacabado", que no se consume directamente sin diluir, y la empresa reconoce que el producto "tiene una reputación bastante notoria" debido a su alto contenido de alcohol. En lugar de consumir Everclear directamente, la compañía dice que se debe diluir mezclándolo con agua u otros ingredientes hasta que el grado alcohólico de la bebida "no sea más peligroso que otros licores disponibles en el mercado". Por ejemplo, el vodka común, la ginebra, el ron y el tequila tienen una concentración de alcohol que normalmente ronda el 40% de alcohol por volumen (80 grados), y los licores suelen tener alrededor del 20% de alcohol (40 grados).
Everclear también se utiliza como limpiador doméstico de "grado alimenticio", desinfectante o alcohol combustible para estufas porque sus vapores y olor son menos ofensivos que el alcohol isopropílico, el alcohol isopropílico y el alcohol desnaturalizado, que son tóxicos para respirar o beber. Everclear también se utiliza para extraer sabor de otros ingredientes para hacer infusiones y tinturas debido a su perfil de sabor neutro.

## Marcas similares
Luxco también fabrica otras dos marcas, alcohol Golden Grain y alcohol Crystal Clear, que son esencialmente el mismo licor con un nombre de marca diferente. En el mercado también se encuentran disponibles otras marcas de alcoholes neutros para cereales de otras empresas.

## Contenido alcohólico
El etanol no se puede concentrar mediante destilación ordinaria a más del 97,2 % en volumen (95,6 % en peso), porque a esa concentración, el vapor tiene la misma proporción de agua y alcohol que el líquido, un fenómeno conocido como azeotropía. La variante de 190 grados de Everclear contiene un 92,4 % de etanol en peso y, por lo tanto, se produce aproximadamente en el límite práctico de pureza de destilación.[cita requerida]
Algunos estados de EE. UU. imponen límites al contenido máximo de alcohol o tienen otras restricciones que prohíben la venta de la variante de 190 grados de Everclear, y varios de ellos también prohíben efectivamente la Everclear de menor grado.

## En la cultura popular
- La banda de rock estadounidense Everclear lleva el nombre del espíritu. "Pure White Evil", un apodo para la bebida acuñado por el cantante y guitarrista de la banda, Art Alexakis, fue el título provisional original de su álbum So Much for the Afterglow .[cita requerida]
- También aparece en la película Dr. Strangelove, en la que el general Jack Ripper sólo bebe alcohol de grano y agua de lluvia.[cita requerida]